# Bulbophyllum trinervium
Bulbophyllum trinervium är en orkidéart som beskrevs av Johannes Jacobus Smith. Bulbophyllum trinervium ingår i släktet Bulbophyllum och familjen orkidéer. Inga underarter finns listade i Catalogue of Life.